# Chenthap
| Aa1 · n · t | A53 | V28 | Aa5 · p | B1 |

| Aa1 · n · t | A53 | V28 | Aa5 · p | B1 |

Chenthap byla údajně egyptskou královnou během 1. dynastie. Její identita je velmi nejasná. Objevuje se pouze jednou a to v mnohem pozdějším nápisu. Mohla být matkou Džera.

## Důkazy
Její existence je stále sporná. Pečetní válečky z hrobek 1. dynastie v Abydu ji nikdy nezmiňují a jedná, která ji zmiňuje, je Palermská deska, která byla vytvořena až za 5. dynastie. Ta kromě vládců zmiňuje i jejich matky, Chenthapino jméno není ale doprovázeno žádným dalším titulem (kromě titulu „matka“).

## Život
Nápis na káhirském fragmentu Palermské desky popisuje Chenthap jako matku krále Džera. Joyce Tyldesley si myslí, že tedy byla Chenthap manželkou krále Hor-Ahy.
Chenthapino jméno bylo původně v egyptštině „ḫnwt ḥꜥpj“, což znamená „hudebnice (boha) Hapi “ a může to poukazovat na její kulturní a náboženskou roli. Její jméno je spojeno s bohem a může odkazovat na královský titul „býk své matky“.